# سهول
سهول، روستایی است از توابع بخش آبدان در شهرستان دیر استان بوشهر ایران.

## جمعیت
این روستا در دهستان آبدان قرار دارد.